# お笑いマンガ道場
『お笑いマンガ道場』（おわらいマンガどうじょう）は中京テレビ（CTV）制作で、日本テレビ系列局ほかで放送したバラエティ番組。制作局の中京テレビでは1976年4月4日から1994年3月27日まで放送された。

## 概要
司会から「お題」を発表・例題のマンガを発表した後に、出演者がフリップボードに黒と赤のペン（出題によっては道具等を使用しながら）でマンガを描き、描き上がったら挙手をして発表を行う。
番組は基本3つのコーナー（各問題が「○回戦」とされる）と、おまけコーナー等で構成されていた。回によってはコーナーが1-2回戦に短縮・または4回戦が追加されることもあった。
当初は中京広域圏を対象としたローカル番組であったが、後に全国で放送されるようになった。毎年正月には「初笑いマンガ道場」の題名で特番が放送された。
中京圏では土曜日の18時台に長らく放送されており、視聴率は20％を超えることも多かった。この要因として、当時裏番組のほとんどがニュース・報道番組で、バラエティ番組がほとんど編成されていなかったことを理由に挙げている。
番組の収録は名古屋市昭和区高峯町（当時）の中京テレビ本社スタジオで行った。1990年秋以降は諸事情から東京都中央区の浜町スタジオへ変更したが、「初笑いマンガ道場」等の特別版や最終回は中京テレビ本社で収録を行った。この他、600回記念で西浦温泉（蒲郡市）で実施した公開収録を皮切りに、不定期に地方収録も実施されていた。
2021年11月8日からはHuluにてレギュラー放送分のセレクション第1弾の配信を開始し、同年12月27日には第2弾、翌2022年5月5日には第3弾、同年6月20日には第4弾、同年7月3日には第5弾の配信を開始した。2023年10月現在、60本のセレクションを視聴できる。2023年8月12日にはこのセレクションの中から2本が、『お笑いマンガ道場 傑作選』として中京ローカルで放送。同年10月8日・14日にも、1本ずつ放送された。

### 復活版
2021年5月、『復活! 令和もお笑いマンガ道場』の制作を発表。収録は2021年7月5日、名古屋市中村区平池町の中京テレビ本社（2016年11月21日に、昭和区高峯町から移転）のBスタジオで2時間半掛けて行われた。当初は同年8月上旬に中京テレビの公式YouTubeチャンネルにおいて全6回を配信する予定だったが、最終的には地上波で放送されることとなった。同年9月26日に中京ローカルで放送され、翌27日よりHuluで見逃し配信も実施された（2022年3月31日をもって配信終了）。出演者は司会の柏村と回答者のだん吉、新たに足立梨花、くっきー!（野性爆弾）、土屋伸之（ナイツ）、島本和彦が起用された。くっきー!は富永風の衣装・カツラを着用、土屋は鈴木風の衣装で出演した。また、アシスタント兼ナレーションとして当時アナウンサーの磯貝初奈も出演した（後に2022年3月31日付で中京テレビ退社）。
復活版の席順はだん吉、足立、くっきー!、島本、土屋となっており、スタジオセットは1984年当時のデザインを元に再現されているが、当時とは以下が異なる。
- 新型コロナウイルス感染対策のためアクリル板及び回答席を離して飛沫防止シートを設置
- 向かって柏村の左に磯貝が座るアシスタント席を設置
- 司会席を高く広めに設置（一番遠い土屋まで見渡しやすくするため）[15]

番組の復活は27年振りだが、2004年4月24日に放送した中京テレビ開局35周年記念特番の1コーナーとして復活しており、だん吉はこちらにも出演している。柏村は参議院議員（当時）だったため、アシスタントのりゅうのすけが国会議事堂前に出向いて、進行VTRの収録を行った。

## 出演者
※本稿では、レギュラー放送時代の出演者について述べる。
出演者の席順は当初は鈴木・富永を別に配置、司会を中心に左右に配置するなど試行錯誤を繰り返していたが、のちに鈴木、女性レギュラー、だん吉、ゲスト、富永の順で固定された。なお、ゲストが2名の場合は鈴木、ゲスト1、女性レギュラー、だん吉、ゲスト2、富永という例もあった。この席順は『笑点』の「大喜利」の席順（1972～1977年）に見立てたもので、鈴木が桂歌丸、富永が三遊亭小圓遊、だん吉が三遊亭圓楽のイメージで決めたものだという。

### 司会
桂米丸
落語家。初代司会者。番組スタートから1977年3月27日まで1年間司会を担当。
柏村武昭
フリーアナウンサー。2代目司会者。1977年4月2日から最終回まで17年間担当。司会就任時からりゅうのすけ登場初期まではイラストが描かれたワッペン付きのブレザースーツを常に着用していた。後述する一部のコーナーではチアホーンを携帯し、回答者がイラストを描くのを始める時や良い答えが出た時などに鳴らしていた。

### レギュラー回答者
鈴木義司
漫画家。放送第1回目からのレギュラーメンバー（1986年に欠席の回があり、その時はヒサクニヒコが代理出演した）。パーマのヘアスタイルと蝶ネクタイがトレードマーク。マンガではよく自身を「常に札束を持ち歩く大金持ち」として描きたがる見栄っ張りな一方、富永からは主に「土管に住む妻子持ちで極度の貧乏人」として描かれていた。
富永一朗
漫画家。放送第1回目からのレギュラーメンバーで、最終回まで一度も休むことなく出演した。おっぱいネタや銭湯ネタが多い一方で、叙情的な作品（しばしば「綺麗な作品」と呼ばれた）や、手の込んだ2コマ作品（この時はフリップを2枚使うか、フリップの両面にマンガを描く）なども数多く披露した。鈴木からは「お化けナマコ」「オオサンショウウオ」「タラバカガニ」などの怪生物やホームレス姿で描かれることが多かった。
稀にではあるが、ゲストが1回戦で最初の作品を発表したあと柏村に振られ、柏村とともに作品について批評・添削をすることがあった。
車だん吉
放送第1回目からのレギュラーメンバー。女性レギュラーと「おまけコーナー」の担当もしていた。本業はタレントだが画力は高く、後に「わんぱっくコミック」や「週刊漫画サンデー」で漫画連載まで持つことになる。富永と鈴木の推薦を受け、漫画家以外で数少ない（公社）日本漫画家協会の会員になった。しかしその一方で例題や他の人が描いたマンガを安易に真似したり、自分で一度描いたマンガを解釈を変えた上で再利用するなどといった、所謂手抜きマンガもよく描いていた。
1985年春〜夏期にかけて腰痛の悪化で出演できなかった時期には、志垣太郎・三波豊和・小堺一機などがピンチヒッターとして出演している。
番組末期はおまけコーナーのみ老眼鏡をかけていたが、のちにオープニングからメガネをかけて出演していた。
エバ
初代の女性レギュラーで元ゴールデン・ハーフのメンバー。ただし最初は準レギュラー的な立ち位置であり、正式なレギュラーになるのは第92回から。1981年3月28日まで出演。
秋ひとみ
2代目女性レギュラー。1981年4月4日から1982年9月25日まで出演。よく大胆なマンガを描いたが、この番組を卒業後に芸能界を引退した。
川島なお美
何度かゲストとして出演後、3代目女性レギュラーとして1982年10月2日から1989年8月まで出演（女性レギュラーでは最長）。だん吉を筆頭にレギュラーメンバー全員をネタにすることが多かった。1989年秋に降板が決定したが、同年夏に時代劇の撮影のため乗車したロケバスが谷底に転落する事故で負傷、そのまま前倒しする形で降板となった。不在の間は急遽週替わりで女性タレント（大沢逸美、吉川十和子、エリカ・クローゼ等）がピンチヒッターを務めている。その後、1992年正月の「初笑いマンガ道場」にゲスト出演している。
森山祐子
4代目女性レギュラーで、1989年10月7日から最終回まで出演。かわいい絵を描いていた一方、ゴジラやだん吉の鼻の穴のネタもよく描いていた。また、天然ボケを見せたり、かなりの音痴だったために柏村やだん吉からそのことをよくネタにされていた。
他に毎回ゲストが1名（『初笑いマンガ道場』等の特番や、コンビでの出演で2名以上の場合もあり）出演。中京テレビ製作のためプロ野球のシーズンオフには中日ドラゴンズの選手がゲスト出演した回もあった。また一時期には合間にゲストの歌手による歌のコーナー（所謂ミニライブ形式）があった。

## 番組ゲスト解答者一覧
太字は最多出演回数。

## その他ゲスト
初笑いマンガ道場
ダチョウ倶楽部('93)、池谷幸雄('94)
「大変だ!」シリーズ客演者
石井愃一、たかはし等、ペコちゃん、まいど豊
500回記念企画「おしかけマンガ道場」
手塚治虫、鈴木孝政、早見優、堀ちえみ
800回記念スペシャル・16年目のワッショイ!「あなたならどうする」
ウルトラマン、デーモン小暮、山瀬まみ

## マスコットキャラクター
マガドン
1981年から登場したマスコット。アダムスキー型のUFOに顔と手が付いた姿で、オープニングのアニメや女性アシスタントが着用するシャツの絵柄等として登場した。最初は名前がなかったが、視聴者からの公募により「マガドン」と命名された。りゅうのすけが登場してから暫くもオープニングや柏村の服のワッペンで起用されることが多かった。復活版でもオープニングアニメで使用されている。
りゅうのすけ
1988年11月から最終回まで出演した2代目マスコットで、サスペンダーの付いた緑色のズボンを着用するピンクのワニのキャラクター。名前は先代と同じく視聴者公募作から選ばれたが、こちらは着ぐるみ姿で番組中にも登場しアシスタント業務も担当していた。また、非売品グッズも制作され、食器や後述で紹介される灰皿等があった。着ぐるみは中京テレビのマスコットキャラクター的な扱いで『24時間テレビ 「愛は地球を救う」』の名古屋の募金会場にも登場し、同局のローカル深夜番組『ラジオDEごめん』にもブースカと共に登場していた。
名称は登場年が辰年だったことと、当時人気だったドラマ『教師びんびん物語』の主人公・徳川龍之介（田原俊彦）に由来する。

## お題・コーナー
コーナーの代表的な出題例としては、以下に記すものがあげられる。因みに、出演者には収録の1週間前には、お題・コーナーの内容を予め伝えており、その後スタッフが出演者達に大体の回答を収録前に聞いて、カブリや問題趣旨ハズレだけはないように最低限の調整をしていたという。また、司会の柏村専用カンペにはお題に使用するフリップボードの色が指定されていた。フリップボードの配布枚数は通常は5枚程度、特殊タイプだと4枚程度、ダジャレマンガの場合は10枚以上となっていた。
ひらめきスピードマンガ
毎回あるテーマが与えられ、頭に｢○｣がつくものをみんなで黒のマジックペンを用いて1枚のボードに描き上げるもの（例:長いもので頭に｢す｣がつくもの、お母さんに関するもので頭に｢じょ｣のつくもの、食べ物で頭に数字の｢1｣(ワン)から始まるものとは何か?など）。描いたイラストの内容が良ければアシスタントからレイを贈呈される。回によってはレイをかけている状態で描いたイラストの内容が悪い（名前を無理やりお題にこじつけるなど）と、柏村から没収されてしまうこともあった。
書く位置は上段左に鈴木、上段右にだん吉、下段左に女性レギュラー、下段中に富永、下段右にゲスト。
ダジャレマンガ
テーマの項目を使って、ダジャレのマンガで発表するもの（例:地名、国名、食べ物など）。ダジャレの判定については、面白くて内容が良ければ「ピンポン」とチャイムが鳴るが、内容が悪くて面白くなければ「ブー」とブザーが鳴る。一時期はボードに貼られた似顔絵の数を競う形式の｢ダジャレ･パネルマッチ｣や、後述する替え歌マンガの要素を取り入れた形式の｢ダジャレのど自慢｣等の派生コーナーも行われていた。食べ物のお題の時はチャイムが鳴るとダジャレに使用した料理を食べることが出来るが、「ブー」が鳴ると柏村が食べるという回もあった。
恐怖のしりとりマンガ
徐々に膨らんでゆく風船が自分の出番で破裂しないように気を付けて、回答者たちが1人ずつ交代しながらあるテーマの内容に沿って「しりとり」でマンガを描いていくゲーム。初期はボードに付いた風船が破裂(ボード時代は破裂するまで膨らましておらず、任意の制限時間にボードの背後でスタッフが千枚通しや錐などで風船に隠れている小さく空いた穴から割っていた。)すれば終了だったが、のちに風船が付いたバトンを持ちながらマンガを描き、描き終わったらバトンを次の回答者に渡す形式へ変更された。回数を経るごとに、風船の付いたバトンは様々な小道具にアレンジされ、ヘルメット風に頭に被るタイプのバトンも使用された。
替え歌マンガ
童謡や有名な曲の替え歌を作ってマンガで発表するもの。サビの部分を替え歌にし、それからどうなったかなどをマンガで発表するもの、行ごとの最後の音で始まる4つの言葉を共通のテーマでマンガに描いて歌いながら発表するもの、1枚のボードに一曲丸ごと替え歌で歌いながらマンガを描いて発表するものがあった。
しりとり落書きマンガ
大きなボードの真ん中にあらかじめ絵が描いてあり、その言葉を起点にしりとりで関係あるものを周囲に描いていく。描く順番は決まってなく、思いついたら挙手をして、指名されたら描く。
とっさの絵
番組初期にあったコーナーで、フリップにあらかじめ絵が描いてあり、その絵に描き足すことで新たなオチを作り出す。
感じる伝達マンガ
番組中期にあったコーナーで、いわゆる｢お絵かき伝言ゲーム｣である。全員が無地の白のTシャツを着用し、柏村が第一回答者の背中に絵を描き、その感覚を頼りに次の回答者の背中に描いていき、アンカーがボードに描く。
スピード絵クション
特番時やゲストが2名以上登場したときに行われることが多かった、2チームによる対抗戦のコーナー。チームの代表者の1人が与えられたお題の絵を描き、他の人が解答する。制限時間は30秒で、時間切れになるとボードに付いた風船が割れてしまう。小学校の夏季休暇期間中に限り、小学生視聴者をスタジオに招いてスピード絵クションの小学生大会であるチビッ子マンガ道場を実施した。
「大変だ!」シリーズ
番組後期の第3回戦でよく行われていたコーナーで、コーナーゲストと回答者がさまざまなシチュエーションで「大変な出来事」のやり取りを行ってから、回答者がオチをマンガで発表する。
「オー!ミステイク」シリーズ
番組後期の第1回戦でよく行われていたコーナー。回答者はある出来事で失敗してしまった外国人に扮し、｢オー!ミステイク｣と言ってからその失敗をマンガで発表する。
色々な物を組み合わせると
いろいろな物の組み合わせを見つけ、マンガで発表するもの。穴の空いたフリップに色々な物を通したり、フリップに直接いろいろな物を貼りつけたりした後でフリップの余白部分に絵を描きこむ。
「うちの〇〇は」・「わーいマンガ」
回答者は身内や家族の自慢等を2つ折りのフリップを使って発表する。始めは向かって右側に真面な内容で、次に向かって左側にオチとなる内容で描きこむ。
コラージュまんが
視聴者からのアイデアによるお題の道具を使用しつつマンガを描く。テーマは絵文字形式で発表された。番組最末期の第2回戦として毎週実施されたが、それ以前からも不定期で行われており、当時は回答者がワッペンを貼ってマンガを描いていた。
おしかけマンガ道場
節目の特番で実施したロケコーナー。鈴木または富永がスタジオに来れないゲストにフリップボードとマジックペンを持ち込んでゲストにマンガを描かせる。

### 素人マンガ道場
視聴者の投稿の中から富永と鈴木が厳正に審査して選んだ5つのノミネート作品を柏村（初期は米丸）が1つずつ紹介していき、富永と鈴木が描き方や場面構成等の添削指導を行う。そして、入選作の中から1作品「アイデア賞」を決定し、選ばれると記念品または賞金が贈られた。また、｢アイデア賞｣の中から年に1回最優秀賞を決める「素人マンガ大賞」も行われていた。

### おまけコーナー
番組最後の視聴者投稿コーナーで、だん吉と歴代の女性レギュラーが担当（いずれかが欠席の場合や視聴者からのリクエストで鈴木か富永が代理を務めることがあった）。ただし、お題の最終にあたる3回戦もしくは4回戦が長引いたときはタイトルコールのみとなってお詫びの一言で終わることもあった。
- エバの頃はタイトルコールの後に手持ちの楽器を鳴らすのが定番だった。
- 番組中期までは不定期的に「素人マンガ道場」の入選から漏れた作品からだん吉の独断と偏見で面白いと思った作品を選び、それをブービー賞として紹介して「おまけ」をプレゼントしていたが、そのおまけは殆どの場合が投稿者が喜びそうにないような「しょうもない物」だったため、申し訳なさそうにだん吉が「もらって下さいませ〜」等と締めるのが恒例になっていた。
- 「素人マンガ道場」廃止後または「素人マンガ道場」がない時はレギュラー出演者の似顔絵紹介や普通のお便り等となり、内容によってはゲストや富永・鈴木とのトークに発展した。
- 末期には「今週のイッチャンヨッチャン」という富永と鈴木の対立関係ネタ専門の投稿作品を紹介する内包コーナーがあった。
- おまけコーナーが終了した最末期は、マンガを描いている時のVTR早回し時に視聴者から送られたレギュラー出演者の似顔絵が紹介され、イラストが紹介された視聴者にはりゅうのすけのイラスト入り灰皿がプレゼントされていた。
- 復活版では、第6回戦「マンガTシャツ」でだん吉が描いた作品のTシャツプレゼント告知と視聴者参加型企画である素人マンガ道場のお題募集が行われた。

### なつかし写真館
番組終了決定と同時に新設されたコーナー。主に番組開始当時に撮影されたレギュラー出演者の写真を紹介しており、柏村の「オープンザカーテン」の掛け声で写真が登場していた。また、中京テレビの倉庫に保管されていた番組のフリップボードの一部がスタジオに持ち込まれたうえで紹介された。

## 回答

### 鈴木 VS 富永
番組中での鈴木と富永はライバル同士で、回答にかこつけて互いをこき下ろすネタが毎回のように見られた。内容としては以下のようなもの。
- 富永が鈴木を主に「土管に住んでいるやせた貧乏人」として描く。特徴的なモジャモジャ頭は鳥の巣になっていたりする。たまに富永自身が登場して土管に入った鈴木と絡んだり、鈴木とそっくりな妻や子供も登場して一緒に土管へ住んだり鈴木と共に行動する絵も描かれる。
- 鈴木が富永を「お化けナマコ」(イラストコンテストも実施された)や「オオサンショウウオ」･「ウスバカカゲロウ」･「タラバカガニ」などの怪生物として描く。また、自身は｢西洋の城のような大きな洋館に住み、人の集まる場所で頻繁にお札をばら撒く金持ち｣として描き、対比させる形で富永を「よくゴミを漁っている、デブの恵まれない人」として描くこともある。まれにではあるが、富永とそっくりな妻や女装姿を描くこともあった。
- 富永が鈴木のお金持ちネタを逆手にとって鈴木のばら撒くお金を｢800円と書かれた偽札｣、鈴木の自宅を「ただのハリボテ」･「テレビドラマ撮影用セットのように持ち運び可能」として描くこともある。
- 互いに相手を覗き、痴漢などの行為を働く変質者として描く。ほとんどの場合、被害者の女性に成敗されたり警察官に逮捕されるオチが付く。
- 稀にではあるが、例題の漫画で鈴木と富永がこき下ろされる場合もある。
- ネタの後は相手の顔(鈴木は誰にこき下ろされても苦笑、富永は鈴木にこき下ろされた場合には怒り顔、女性レギュラーにこき下ろされた場合は更に顔が険しくなる事が多かった。だん吉については下述。)がズームアップ(マンガを描いている最中の表情がズームアップされる場合や、ネタの後の画面が切り替わった時点で既にズームアップしている場合もある)で映し出される。その後、こき下ろした相手をさらに上回るネタで報復に出ることも多い。また、富永は鈴木や女性レギュラーにこき下ろされた時や鈴木の見栄っ張りネタに対してダメ出しをすることがある一方で、だん吉や女性レギュラーが鈴木をこき下ろしたときにはフォローすることもあった。
- 番組後期にはだん吉も加わり(巻き込まれ)、鈴木や富永からゴリラとして描かれる一方でだん吉が鈴木を「イヤミな大金持ち」、富永を「いじめられている変態」として描くなど三つ巴のこき下ろし合いに発展した。時には司会者の柏村までもが垂れ目をネタにこき下ろされた。
- 最末期はさらにエスカレートして富永が鈴木(貧乏人、よだれを垂らす)・だん吉(ゴリラ、鼻水を垂らす)・柏村(垂れ目、涙を落とす)を3人まとめてこき下ろすネタも見られるようになり、3人を「薄馬鹿トリオ」と呼んだこともあった。当然、このときは3人連続でズームアップ映像が流れる。その後、柏村は富永に対してダメ出しをしていた。

鈴木と富永の2人でのいがみ合いはあくまでも番組内でのパフォーマンスであり、実際は数十年来の親友であった（詳細は鈴木義司・富永一朗の項を参照）。

### だん吉 VS 〇〇
アシスタント
- 歴代女性アシスタントの顔の特徴(アゴ長、でこっぱち、キツネ顔など)などをネタにした作品を描き、それに対してアシスタント自身の顔の特徴的部分を過剰に強調したデフォルメ顔のハンマーで制裁するという流れも中期まで番組内でよく見られた。
- りゅうのすけも稀にネタにしていたため、怒ったりゅうのすけがだん吉相手に体を押し付けてきたこともあった。

女性レギュラー
- ｢女性レギュラーは自分に惚れ込んでいる｣旨のマンガを描いて隣にいる本人から叩かれる、もしくはダメ出しされるという場合もある。
- エバ、秋、川島に対して「ペチャパイ」でこき下ろすことがある。ネタについて柏村が総評をしているとき、エバや川島の胸元をズームアップすることがあり、だん吉や柏村に対してダメ出しをしていた。
- 川島がレギュラー初期のキツネ顔のネタの後には、キツネが×印を出したイラストが描かれているシールがだん吉のネームプレートの横に貼られていた(その後はだん吉の「3枚貯まると…?」と言うセリフに続いて、川島が「キツネの国へご招待!」と言うのがお約束だった)。
- 森山に対して「音痴」でこき下ろす。柏村が総評している途中で森山に振って歌を披露させることがあった。
- 女性レギュラーがだん吉をゴリラや鼻の穴ネタでこき下ろす。特に森山にこき下ろされた場合、トドメを刺されることが度々あり、だん吉は森山を叩いたりダメ出しをすることあった。

鈴木・富永
- だん吉が富永と鈴木を2人まとめてこき下ろす。内容によっては上述のように富永はフォローすることがあった。
- だん吉が富永と鈴木をそれぞれのネタでこき下ろす。特に富永をこき下ろした場合、富永は激怒しながらだん吉を追いかけたり、フリップで叩くことがあった。
- 女性レギュラー同様にだん吉をゴリラや鼻の穴ネタでこき下ろすことがある。富永からはまれにではあるが、ゴリラをイメージした妻が登場することがあった。また、鈴木は顔だけがだん吉のゴリラをこき下ろすことが多かった。

## その他
- 初期は1インチVTRは導入されず、2インチVTRを使いまわしていたためテープの現存数は限られており、中京テレビに残されている最古の映像は1978年2月25日放送分（第100回）となる[24]。それ以降も半年に6～8回分の本数しか保存されておらず、全ての回が残されているのは600回以降となる[25]。
- 1992年11月22日に放送された『ダウンタウンのごっつええ感じ』（フジテレビ）のコーナードラマ「結婚前提戦士ラブラブファイヤー」内に本番組が登場した[注釈 38]。レギュラーメンバー全員とアシスタントのりゅうのすけがゲスト出演し[注釈 39]、ダウンタウンの二名と大喜利対決を行った。番組スタッフによると松本人志が本番組のファンで、おまけコーナーにも投稿経験があることが明かされている[26]。なお、席順は鈴木、森山、だん吉、富永、ダウンタウン[注釈 40]の順番であった。
- 鈴木は1986年に発表したエッセイ『縮緬雑魚（ちりめんじゃこ）の散歩』の中で、商業をしている知人から「（番組内でやっているお金持ちネタを）商売繁盛のために描いてほしい」と頼まれていたことを明かしている[27]。
- 開始時のレギュラーの候補に水森亜土もいたが、水森が「（名古屋収録のため）早起きが出来ない。」という理由でNGを出されたことがのちに明かされている[28]。

## レコード
- 「マンガはやっぱりたのしいね」　作詞：高杉珠里、作曲：永作幸男、編曲：小林郁夫、歌：小谷浩代、発売：クラウンレコードNCW-2

番組のテーマ音楽に歌詞を付けたもの。ジャケットには「主題歌」とあるが、番組内でこの曲が使われたかどうかは不明。

## 放送局
系列は現在の系列。
| 放送対象地域           | 放送局             | 系列                                         | 備考 |
| ---------------------- | ------------------ | -------------------------------------------- | --- |
| 中京広域圏             | 中京テレビ         | 日本テレビ系列                               | 制作局 |
| 北海道                 | 北海道文化放送     | フジテレビ系列                               | 途中打ち切り |
| 北海道                 | 札幌テレビ         | 日本テレビ系列                               | 1985年4月から |
| 青森県                 | 青森テレビ         | TBS系列                                      | |
| 青森県                 | 青森放送           | 日本テレビ系列                               | 1991年10月から |
| 岩手県                 | テレビ岩手         | 日本テレビ系列                               | |
| 宮城県                 | ミヤギテレビ       | 日本テレビ系列                               | 1976年11月から1977年3月までは、日曜 12:15 - 12:45に放送。 1978年10月から新番組扱いで放送再開。 1978年10月から1989年9月までは、土曜 14:00 - 14:30に放送。 1989年10月から1994年3月の番組終了までは、土曜 17:30 - 18:00に放送。 |
| 秋田県                 | 秋田放送           | 日本テレビ系列                               | 不定期放送 |
| 山形県                 | 山形放送           | 日本テレビ系列                               | |
| 福島県                 | 福島中央テレビ     | 日本テレビ系列                               | 1976年8月開始。 放送開始から1977年3月までは、土曜 15:00 - 15:30 → 土曜 15:30 - 16:00に放送。 以後不定期放送を挟んで1981年7月に新番組扱いで放送再開。 時間帯は、土曜 15:30 - 16:00（1981年7月 - 1985年8月） → 土曜 12:30 - 13:00（1985年11月 - 1986年9月） → 土曜 18:00 - 18:30（1986年10月 - 1989年9月） → 土曜 18:30 - 19:00（1989年10月 - 1993年3月） → 土曜 12:30 - 13:00（1993年4月 - 1994年3月） |
| 関東広域圏             | 東京12チャンネル   | テレビ東京系列                               | 現：テレビ東京 1980年3月まで |
| 関東広域圏             | 日本テレビ         | 日本テレビ系列                               | 1980年10月3日から金曜 17:30 - 18:00で開始 |
| 山梨県                 | 山梨放送           | 日本テレビ系列                               | |
| 新潟県                 | 新潟放送           | TBS系列                                      | 1977年4月から1978年9月まで、日曜 17:00 - 17:30に放送。 |
| 新潟県                 | テレビ新潟         | 日本テレビ系列                               | 1981年3月のサービス放送開始から、番組終了まで。日本テレビと同時放送。 |
| 長野県                 | 信越放送           | TBS系列                                      | 1978年時点は、日曜 18:00 - 18:30に放送 |
| 長野県                 | テレビ信州         | 日本テレビ系列                               | |
| 静岡県                 | 静岡放送           | TBS系列                                      | 1978年4月16日放送開始。日曜18:00 - 18:30に放送 |
| 静岡県                 | テレビ静岡         | フジテレビ系列                               | |
| 静岡県                 | 静岡けんみんテレビ | テレビ朝日系列                               | 現：静岡朝日テレビ |
| 静岡県                 | 静岡第一テレビ     | 日本テレビ系列                               | |
| 富山県                 | 北日本放送         | 日本テレビ系列                               | 1982年4月22日ネット開始 |
| 石川県                 | 北陸放送           | TBS系列                                      | 1978年時点ですでに放送 一時中断後、1982年4月1日に再度ネット開始 |
| 石川県                 | テレビ金沢         | 日本テレビ系列                               | |
| 福井県                 | 福井テレビ         | フジテレビ系列                               | |
| 福井県                 | 福井放送           | 日本テレビ系列 テレビ朝日系列                | 1980年10月3日ネット開始 当初は金曜 17:25 - 17:55に放送 1994年3月28日の最終回時点では月曜 17:00 - 17:30にて放送。 |
| 近畿広域圏             | 読売テレビ         | 日本テレビ系列                               | [ 注釈 43 ] |
| 京都府                 | KBS京都            | 独立協                                       | 読売テレビと並行放送 |
| 兵庫県                 | サンテレビ         | 独立協                                       | 読売テレビと並行放送 |
| 和歌山県               | テレビ和歌山       | 独立協                                       | 読売テレビと並行放送 |
| 鳥取県 島根県          | 日本海テレビ       | 日本テレビ系列                               | 当初は山陰放送と2局放送、後に日本海テレビに一本化 |
| 鳥取県 島根県          | 山陰放送           | TBS系列                                      | 当初は山陰放送と2局放送、後に日本海テレビに一本化 |
| 広島県                 | 広島テレビ         | 日本テレビ系列                               | 最初の2回は同時ネット、その後数回単発で放送後、レギュラー編成開始時期は不明 |
| 山口県                 | テレビ山口         | TBS系列                                      | |
| 山口県                 | 山口放送           | 日本テレビ系列                               | |
| 徳島県                 | 四国放送           | 日本テレビ系列                               | |
| 岡山県→ 岡山県・香川県 | 岡山放送           | フジテレビ系列                               | 放送当時の愛称：テレビ岡山 1979年3月までの放送エリアは岡山県のみ |
| 香川県→ 香川県・岡山県 | 西日本放送         | 日本テレビ系列                               | 1983年3月までの放送エリアは香川県のみ |
| 愛媛県                 | テレビ愛媛         | フジテレビ系列                               | |
| 高知県                 | テレビ高知         | TBS系列                                      | |
| 高知県                 | 高知放送           | 日本テレビ系列                               | |
| 福岡県                 | RKB毎日放送        | TBS系列                                      | |
| 福岡県                 | 福岡放送           | 日本テレビ系列                               | 1980年10月4日から土曜14:00 - 14:30で開始 |
| 長崎県                 | 長崎放送           | TBS系列                                      | |
| 長崎県                 | テレビ長崎         | フジテレビ系列                               | |
| 長崎県                 | 長崎文化放送       | テレビ朝日系列                               | |
| 長崎県                 | 長崎国際テレビ     | 日本テレビ系列                               | |
| 熊本県                 | 熊本放送           | TBS系列                                      | |
| 熊本県                 | くまもと県民テレビ | 日本テレビ系列                               | |
| 大分県                 | 大分放送           | TBS系列                                      | |
| 宮崎県                 | テレビ宮崎         | フジテレビ系列 日本テレビ系列 テレビ朝日系列 | |
| 宮崎県                 | 宮崎放送           | TBS系列                                      | |
| 鹿児島県               | 鹿児島テレビ       | フジテレビ系列                               | |
| 鹿児島県               | 鹿児島読売テレビ   | 日本テレビ系列                               | 同局の開局前のサービス放送の時期に、最終回のみ放送された。 |
| 沖縄県                 | 沖縄テレビ         | フジテレビ系列                               | |
| 沖縄県                 | 琉球放送           | TBS系列                                      | |

### ネット局に関する備考
番組放送開始当時、中京テレビは既に日本テレビ系列のフルネット局であったにもかかわらず、関東では東京12チャンネル（現・テレビ東京）で放送されていた。当時中京テレビはまだ系列局のなかった12チャンネルの番組を優先的に放送しており、12チャンネルも中京テレビの番組を受けていた。近畿地方では、独立UHF局の一部でもこの番組を放送しており、一時期は読売テレビと同時期放送されたことがある。
1980年3月で東京12チャンネルのネットが打ち切られ、一時期は関東圏では放送されなくなっていたが、同年10月からは日本テレビでネットされ最終回まで放送された。日本テレビでの放送時間は1年から5か月の間隔で金曜と木曜の17時台を行き来し、同じ曜日でも17時台前半と後半を行ったりきたりしていた。1986年10月からは木曜夕方に定着し最終回まで放送されたが、その後も前半30分と後半30分の移動はあった。
北海道では東京12チャンネルにネットされていた時は、東京12チャンネルと関係が深かった北海道文化放送がネットしていた。日本テレビへのネットチェンジのため、UHBはネット打ち切り。その後は、北海道でも日本テレビ系列の札幌テレビへ放送が移り、1985年4月6日から再スタート。静岡県、福井県、長崎県、宮崎県では既存民放全局で放送されている。

## スタッフ
- テーマ作曲:永作幸男、川井憲次(第800回～、OPのみ)
- 作画:沢村シロ、ナゴヤ・マンガセンター
- 例題のマンガ・マスコットキャラクターデザイン・オープニングアニメ絵コンテ:かすやたかひろ
- 構成:大岩賞介、こじま啄磨[注釈 46]、城啓介、高橋秀樹、三好宏和、清水東、村松利史、高橋等、三谷幸喜、今村良樹、樋口弘樹ほか
- アシスタント[注釈 47]:丹羽明実、高橋ムツ子、得田紀子、高波ゆうこ、山田まさこ、中村理佐、つげ香奈子、星島みき子、りゅうのすけ(演:浅野芳夫) ほか
- りゅうのすけSTAFF:フェスタ・オフィス
- コーナータイトル:西沢勝利、三橋寛、小守克彦
- 制作協力:エーワンコーポレーション
- ディレクター:伊藤眞、山本たかよし、石黒至慶夫、足立晋作、栗田美和、渡部宏明、大西昌良、中川功、福田佐和子(CTV)、中村準一(nexus)ほか
- プロデューサー:わたなべじゅん、澤田健邦、山本孝義、福田信郎、名和滋、瀬古隆司、福田俊哉、国広忠久(CTV)ほか
- 製作・著作:中京テレビ

### 復活版
- 構成:大岩賞介、松尾隆二、廣原伸彦、塩野智章
- ディレクター:斎藤龍二、笹岡京志朗
- 演出:井口健太郎
- プロデューサー:瀬古隆司、山崎勝、里永知洋、佐熊礼子
- 制作協力:IVS41
- 製作著作:中京テレビ

## 関連商品
- スーパーギャグ500 お笑いマンガ道場 - 1979年に集英社から刊行。番組内で例題のマンガ等を手掛けていたかすやたかひろがイラストを担当。
- 名古屋の歌だがね 〜名古屋開府400年記念CD〜 - 2010年にキングレコードから発売されたCDで、永作幸男による番組テーマ曲（1984年から最終回まで使用されたテクノアレンジによるバージョン）が収録されている。

## 関連番組
- お笑い4コマパーティー ロロロロ - コンセプト・プロットは本番組のスタンスをほぼ踏襲。オープニング映像で、本番組のマスコットキャラクター「マガドン」と「りゅうのすけ」、レギュラーメンバーの車だん吉、2代目司会の柏村武昭が登場している[46]。2024年4月3日から同年9月26日まで水曜深夜24:29 - 24:54（木曜未明）に『プラチナイト水曜第2部』として、日本テレビ系列全国ネットで放送された。中京テレビ制作。